# Jesus freak

Jesus freak es un término que surge de la contracultura de fines de la década de los sesenta y principios de los setenta y se usa frecuentemente como peyorativo para aquellos involucrados en el movimiento de Jesús. Como lo ilustra Tom Wolfe en The Electric Kool-Aid Acid Test, el término "freak" con un calificador anterior fue un término estrictamente neutral y describió a cualquier miembro de la contracultura con un interés específico en un tema determinado; De ahí el "fanático del ácido" y el "fanatico de Jesús". El término "freak" estaba en una divisa lo suficientemente común como para que la oferta fallida de Hunter S. Thompson por el alguacil del condado de Pitkin, Colorado, fuera parte del partido "Freak Power". Sin embargo, muchos miembros posteriores del movimiento, aquellos que malinterpretan las raíces contraculturales creyeron que el término era negativo, y optaron y aceptaron el término, su uso se amplió para describir una subcultura cristiana en todo el hippie y el regreso a la tierra. Estos movimientos se centraron en el amor universal y el pacifismo disfrutaban de la naturaleza radical del mensaje de Jesús. Los fanáticos de Jesús a menudo llevaban y distribuían copias de " Good News for Modern Man " una traducción de 1966 del Nuevo Testamento escrita en inglés moderno. En Australia y en otros países, el término fanático de Jesús, junto con el basher de la Biblia, todavía se usa de manera despectiva. En Alemania hay una cultura juvenil cristiana, también llamada Jesus Freaks que afirma tener sus raíces en el movimiento estadounidense. 